# 알렉산드르 예로힌
알렉산드르 유르예비치 예로힌(러시아어: Александр Юрьевич Ерохин, 1989년 10월 13일 ~ )은 러시아의 축구 선수로, 현재 러시아 프리미어리그의 FC 제니트 상트페테르부르크에서 미드필더로 활약하고 있다.